# Cantone di Seyssel (Ain)
Il Cantone di Seyssel era una divisione amministrativa dell'arrondissement di Belley con capoluogo Seyssel.
A seguito della riforma approvata con decreto del 13 febbraio 2014, che ha avuto attuazione dopo le elezioni dipartimentali del 2015, è stato soppresso.

## Composizione
Comprendeva 5 comuni:
- Anglefort
- Chanay
- Corbonod
- Culoz
- Seyssel